# 犯罪头目

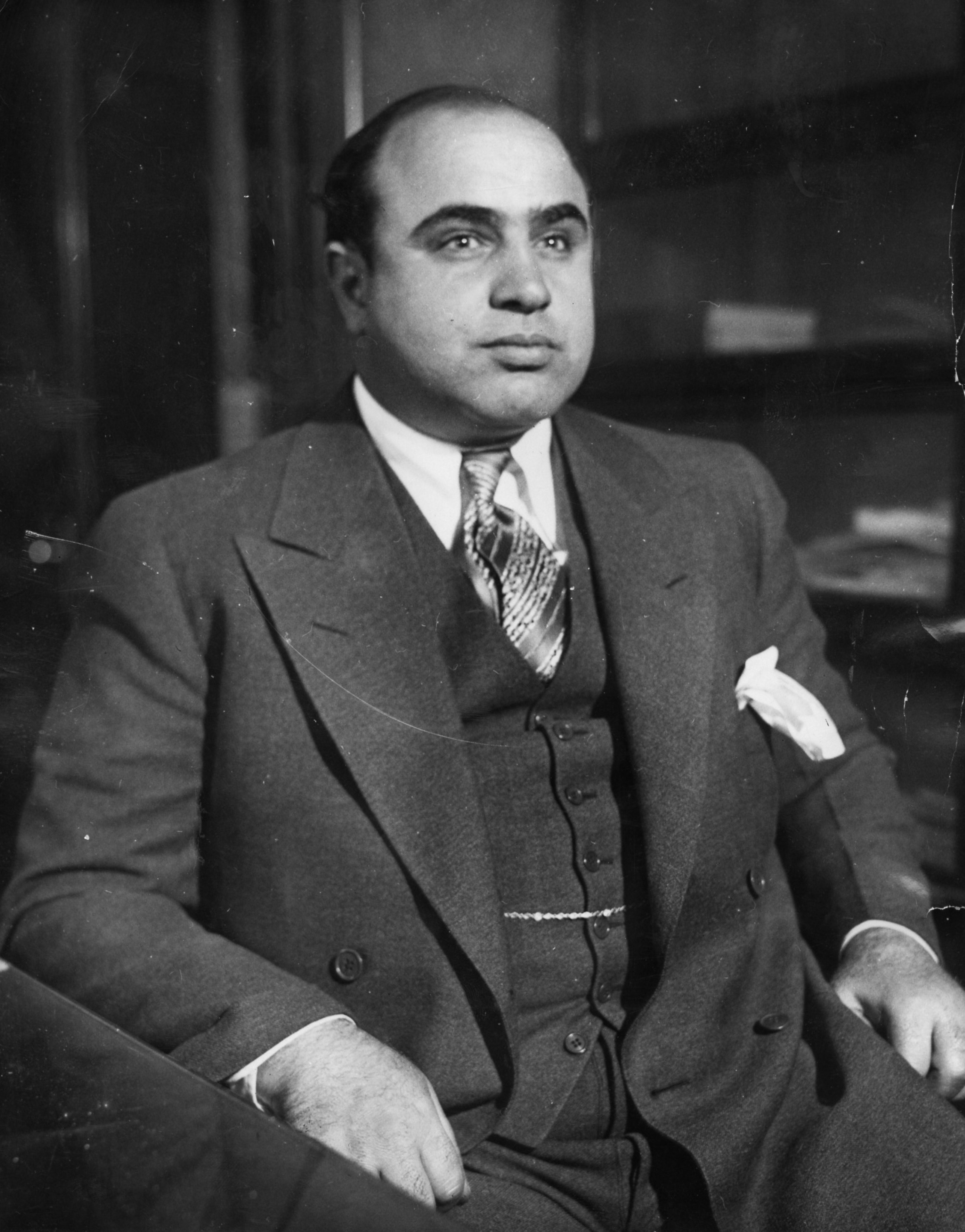
美國禁酒令时期的犯罪头目艾爾·卡彭

犯罪头目（英語：Crime boss）是犯罪组织的领导者。犯罪头目对组织内其他成员拥有绝对或近乎绝对的控制权，且常常因狡猾、多谋、冷酷无情而受到人们的畏惧或尊重，甚至愿意通过杀人来施加影响力。